# Папская академия литературы и изящных искусств

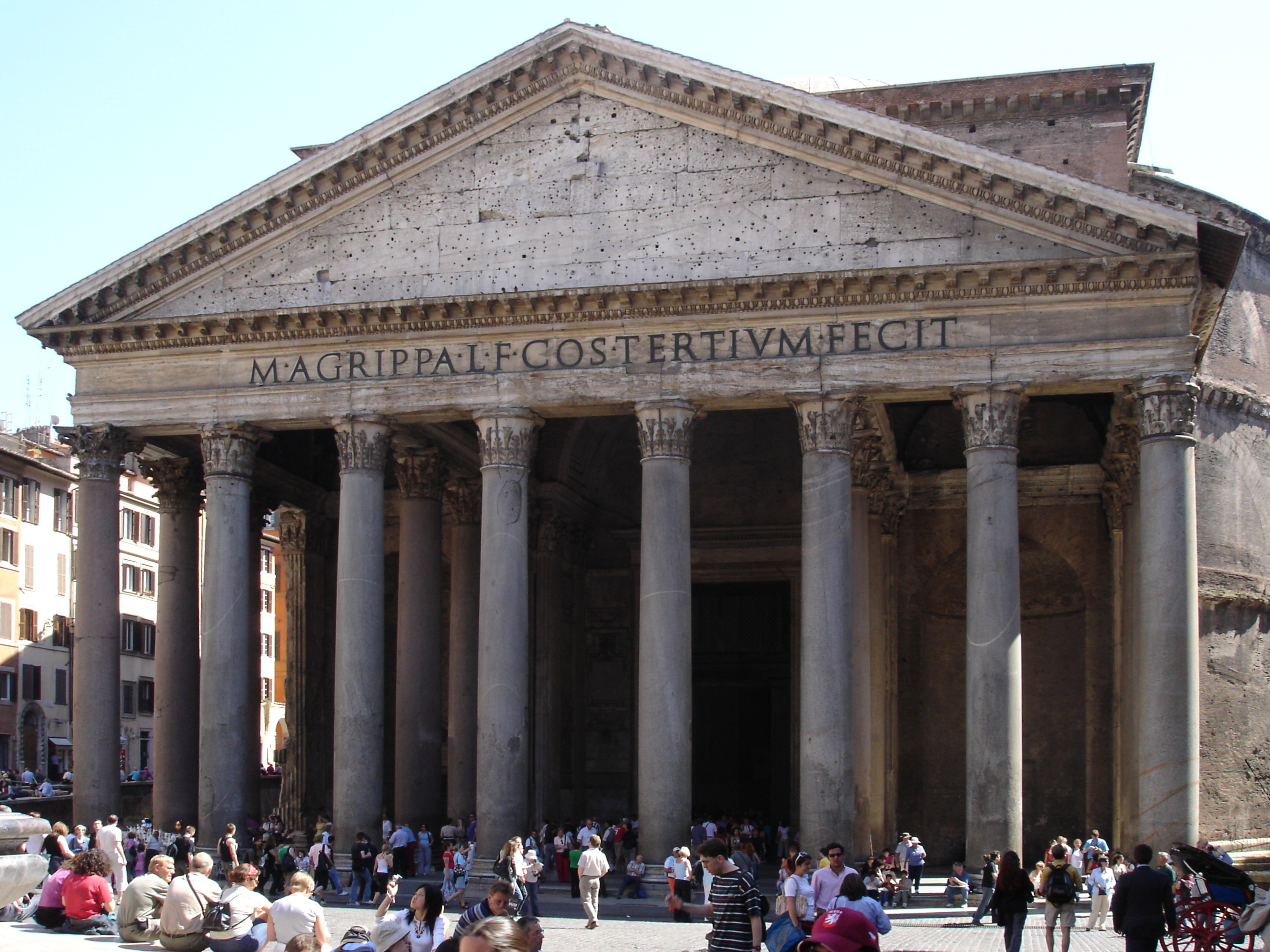
Римский Пантеон, при котором была создана академия

Папская академия литературы и изящных искусств, полное название — Папская выдающаяся академия изящных искусств и словесности виртуозов при Пантеоне (итал. La Pontificia Insigne Accademia di Belle Arti e Letteratura dei Virtuosi al Pantheon) — старейшая папская академия, основанная в Риме в 1542 году.

## История
Академия основана в Риме 15 октября 1542 года под покровительством папы Павла III монахом-цистерцианского ордена Дезидерио да Адьюторио, каноником церкви Св. Марии и мучеников в Пантеоне. Вначале именовалась «Обществом Святого Иосифа Святой Земли в Ротонде» (так называли римский Пантеон): «Compagnia di San Giuseppe di Terrasanta alla Rotonda», поскольку первое собрание её членов произошло 1 января 1543 года в Капелле Святого Иосифа от Святой земли в римском Пантеоне. Место собрания (первая капелла слева от входа) объясняется тем, что ранее полагали будто в этой капелле захоронен «Божественный Рафаэль» (позднее выяснилось, что Рафаэль Санти захоронен в третьей капелле).
С 1572 года общество известно под названием: «Братство добродетельных в Пантеоне» (Congregazione dei Virtuosi al Pantheon). Обряды братства, разработанные Дезидерио да Адьюторио, восходят к культу Капеллы Св. Иосифа на Святой земле, что и дало свое название одной из капелл Пантеона. Члены братства именовались «виртуозами» (итал. virtuoso — добродетельный, доблестный).
Среди первых членов Братства были римские живописцы, архитекторы и скульпторы: Джакомо да Виньола, Ф. Вакка, Антонио да Сангалло (младший), Якопо Менегино, Джованни Мангоне, Таддео Цуккаро, Доменико Беккафуми. Позднее присоединились Караваджо, Дж. Л. Бернини, А. Канова, Р. Ринальди и многие другие выдающиеся художники, скульпторы и прочие деятели искусства.
В 1861 году папой Пием IX «Братству добродетельных в Пантеоне» был присвоен «Папский титул». В 1928 году папой Пием XI было добавлено слово «Академия». В результате возникла организация под названием: «Папская выдающаяся академия изящных искусств и словесности виртуозов при Пантеоне» (La Pontificia Insigne Accademia di Belle Arti e Letteratura dei Virtuosi al Pantheon). Устав 1995 года определял назначение академии: «содействие изучению и практике изящных искусств с особым вниманием к священному искусству и христианской литературе … в сотрудничестве с Папским советом по культуре».
Члены братства обязывались быть «добродетельными», то есть осуществлять дела милосердия по отношению к сподвижникам: «посещать больных братьев, а когда они умирали, провожать их ко гробу, раздавая милостыню бедным, оказывать помощь деньгами, едой и одеждой». Конгрегация при Пантеоне является старейшей из существующих римских художественных объединений.
По случаю праздника Святого Иосифа вплоть до 1750 года Академия устраивала выставки под пронаосом Пантеона.
14 сентября 1833 года, дабы удостовериться в факте захоронения в Пантеоне Рафаэля, с разрешения папы Григория XVI академики вскрыли плиту под табернаклем (третьем слева), в котором была установлена статуя «Мадонны дель Сассо», сделанная Лоренцо Лотти по прозванию Лоренцетто, под которой, согласно сведениям Джорджо Вазари, был захоронен по его завещанию выдающийся художник Высокого Возрождения в Италии.
Через несколько лет, в 1838 году, бессменный регент академии Джузеппе де Фабрис добился от Григория XVI утверждения нового статута, в котором на средства из казны предусматривались конкурсы живописи, скульптуры и архитектуры на священные темы, в которых могли участвовать художники-католики всех народов. Титул «понтифика» был пожалован в 1861 году Пием IX, а титул академии и новый устав был присвоен обществу Пием XI в 1928 году.
Устав определил цель академии: «способствовать изучению, исполнению и совершенствованию изящных искусств, прежде всего сакрального искусства, а также повышению духовного уровня мастеров культуры». В 1945 году резиденция академии была переведена из Пантеона в Палаццо Канчеллериа в Риме.
По уставу, утвержденному в 1995 году, Папская академия виртуозов Пантеона связана с Папским советом по культуре. В него входят пятьдесят ординарных академиков папского назначения, разделенных на пять классов: архитекторы, живописцы и кинематографисты, скульпторы, учёные или знатоки дисциплин, относящихся к искусству и музыке, поэты и писатели. После достижения восьмидесятилетнего возраста академики становятся «почётными». Президент по назначению папы остаётся на своём посту в течение пяти лет и участвует в Координационном совете всех папских академий.

## Современное состояние
Общее число академиков — 60 человек, которые разделены на заслуженных и почётных. Кроме деления по рангам, академики, как и ранее, делятся на пять секций по областям искусства: архитекторы, живописцы и кинематографисты, скульпторы, музыканты и деятели связанные с музыкальным искусством, поэты и писатели. Возглавляет академию президент, с 1995 года этот пост занимает профессор Виталиано Тибериа.